# Neuses an der Regnitz

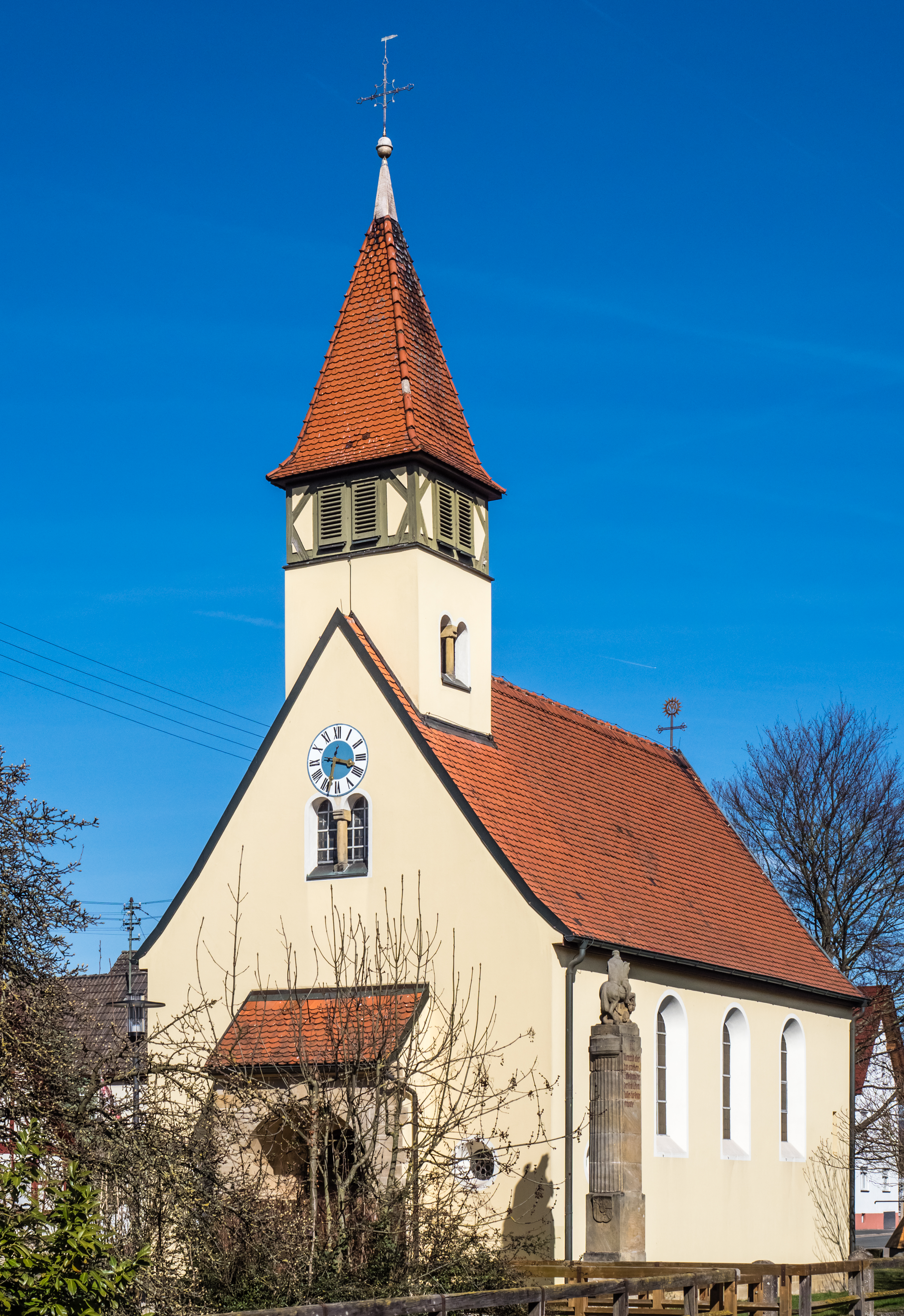
Katholische Filialkirche Beatae Mariae Virginis

Neuses an der Regnitz ist ein Gemeindeteil des Marktes Eggolsheim im Landkreis Forchheim (Oberfranken, Bayern). Das Dorf liegt in der Fränkischen Schweiz an der Regnitz.
Der Ortsname ist erstmals 1125 als „Neuses an der Fahr“ urkundlich belegt. Der Name deutet auf den Ursprung des Ortes als der neue Sitz an der Fähre hin. Die Fähre, die Reisende über die Regnitz brachte, wurde durch die 1910 fertiggestellte Luitpoldbrücke ersetzt. 1913 wurde die Marienkirche erbaut. 1972 wurde die selbständige Gemeinde im Zuge der Gebietsreform in den Markt Eggolsheim eingegliedert.

## Münzfund
1976 kam in Neuses ein Münzschatz in einer zerbrochenen Flasche zu Tage. Er bestand ursprünglich aus über 443 Münzen. Mehrheitlich handelt es sich um sogenannte südbayerische Büschelquinare, um Kleinsilbermünzen und um vier goldene Regenbogenschüsselchen. Büschelmünzen stellen die häufigsten Silberprägungen in Südbayern dar und wurden mit Gewichten um 1,8 Gramm in vielen Varianten und hohen Stückzahlen ausgegeben. Die Vorderseiten zeigen meist einen stilisierten Kopf mit Haarbögen oder einen Haarwirbelkranz mit Kugeln in der Mitte. Das Grundmotiv der Rückseiten ist ein galoppierendes Pferd mit Beizeichen (Schlange, Kugel, Torques, Kreuz). Die Kleinsilbermünzen mit stilisiertem Kopf und Pferd wiegen um 0,4 Gramm. Außer diesen lokalen Münzserien sind noch einige wenige lokale Kleinsilberprägungen im Schatzfund nachgewiesen. Im Gefäß lagen zudem vier Regenbogenschüsselchen mit Rolltier-, Vogelkopf- und Sternmotiv.

## Bilder aus Neuses an der Regnitz

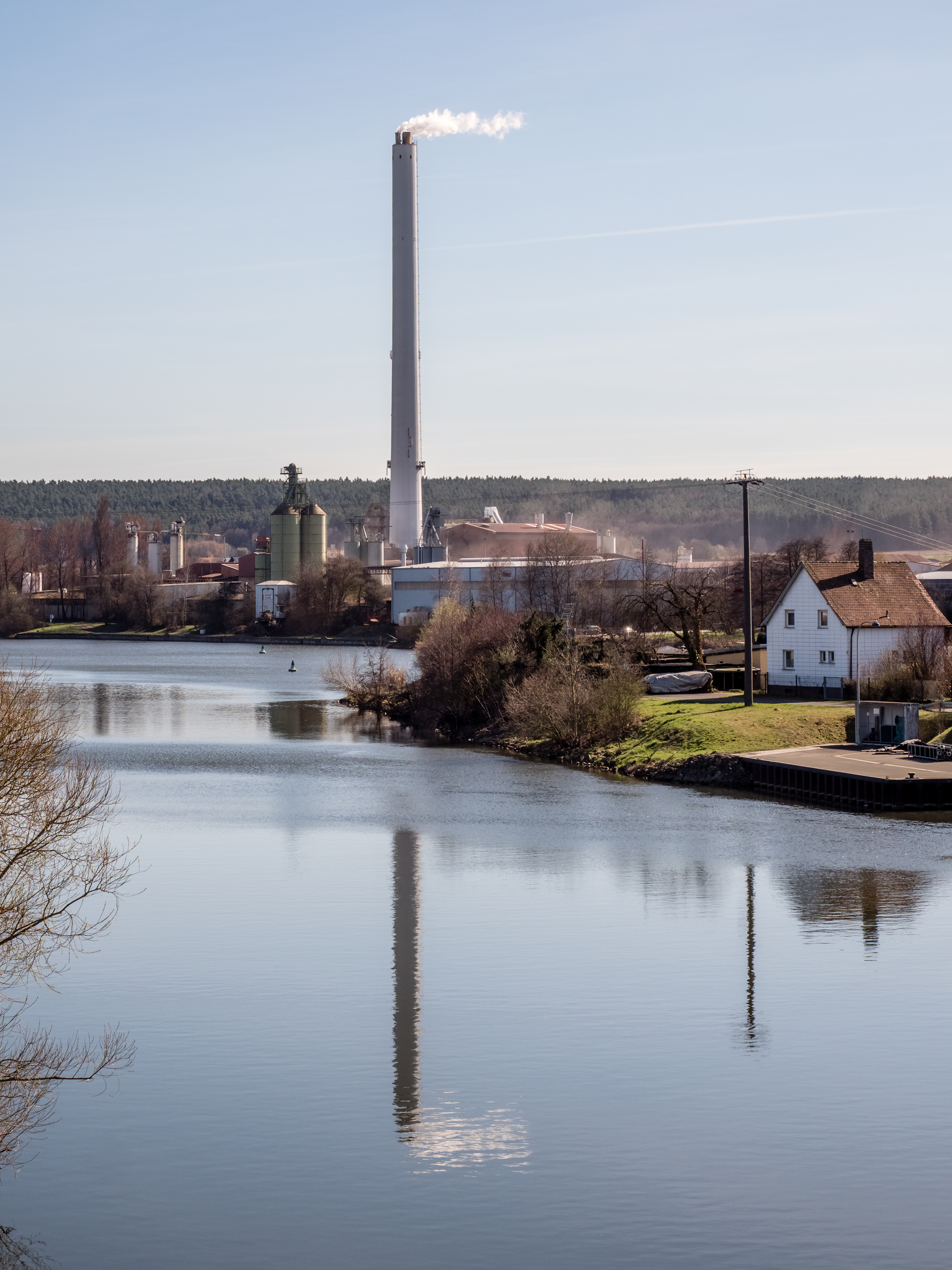
Liapor-Werk an der Regnitz und am MD-Kanal
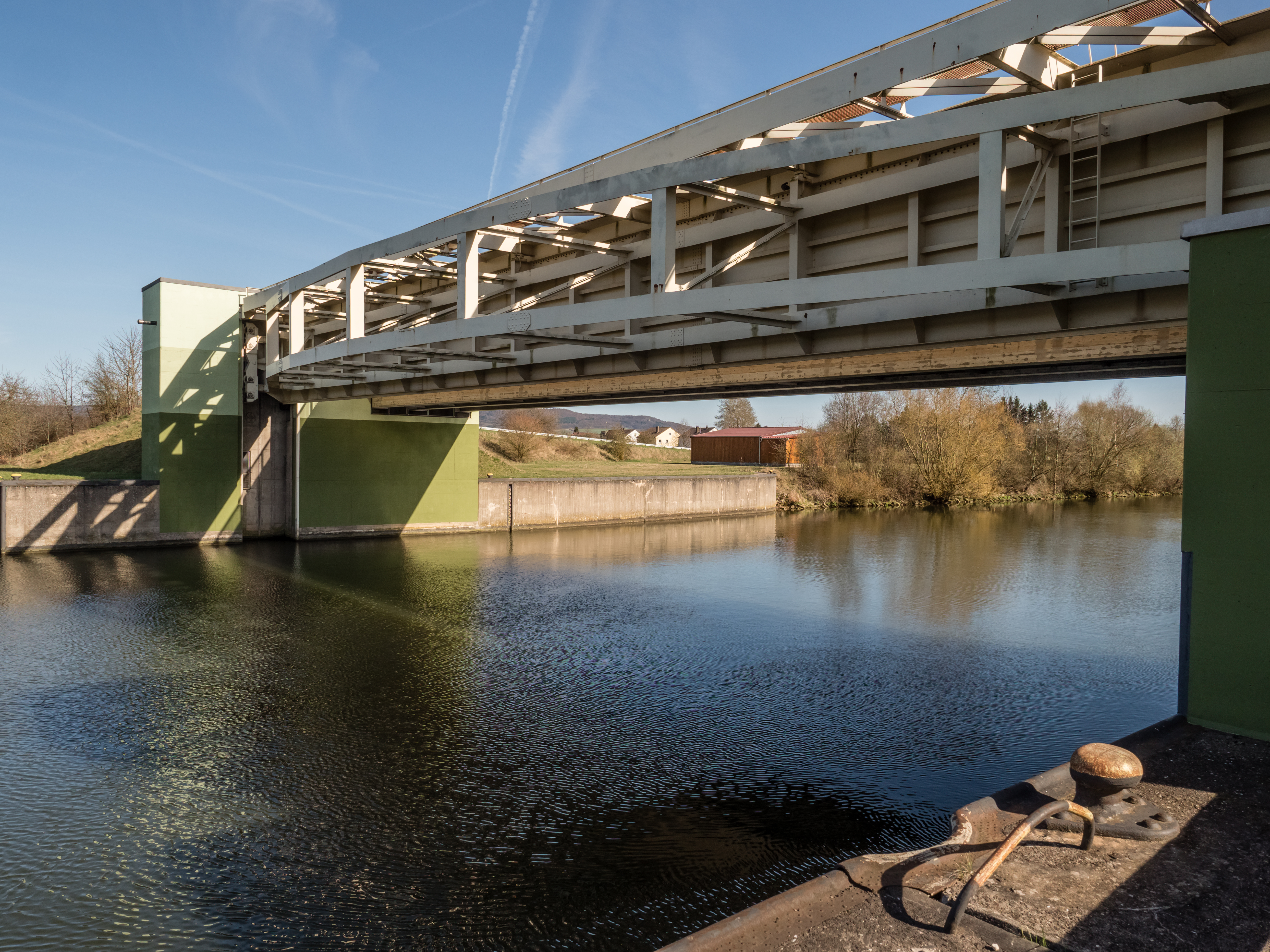
Hochwassersperrtor am Main-Donau-Kanal
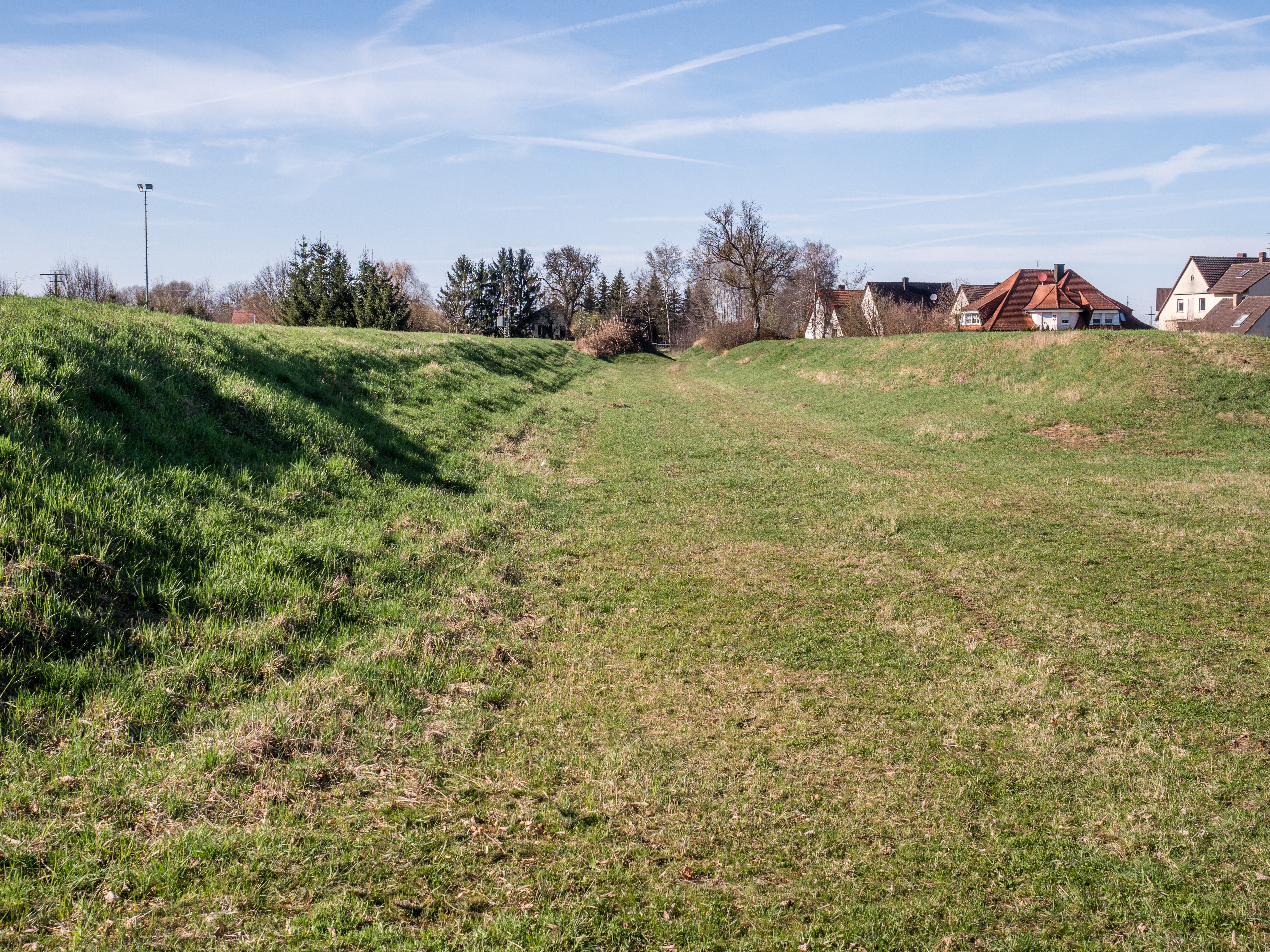
Kanalbett des verfüllten Ludwig-Donau-Main-Kanals
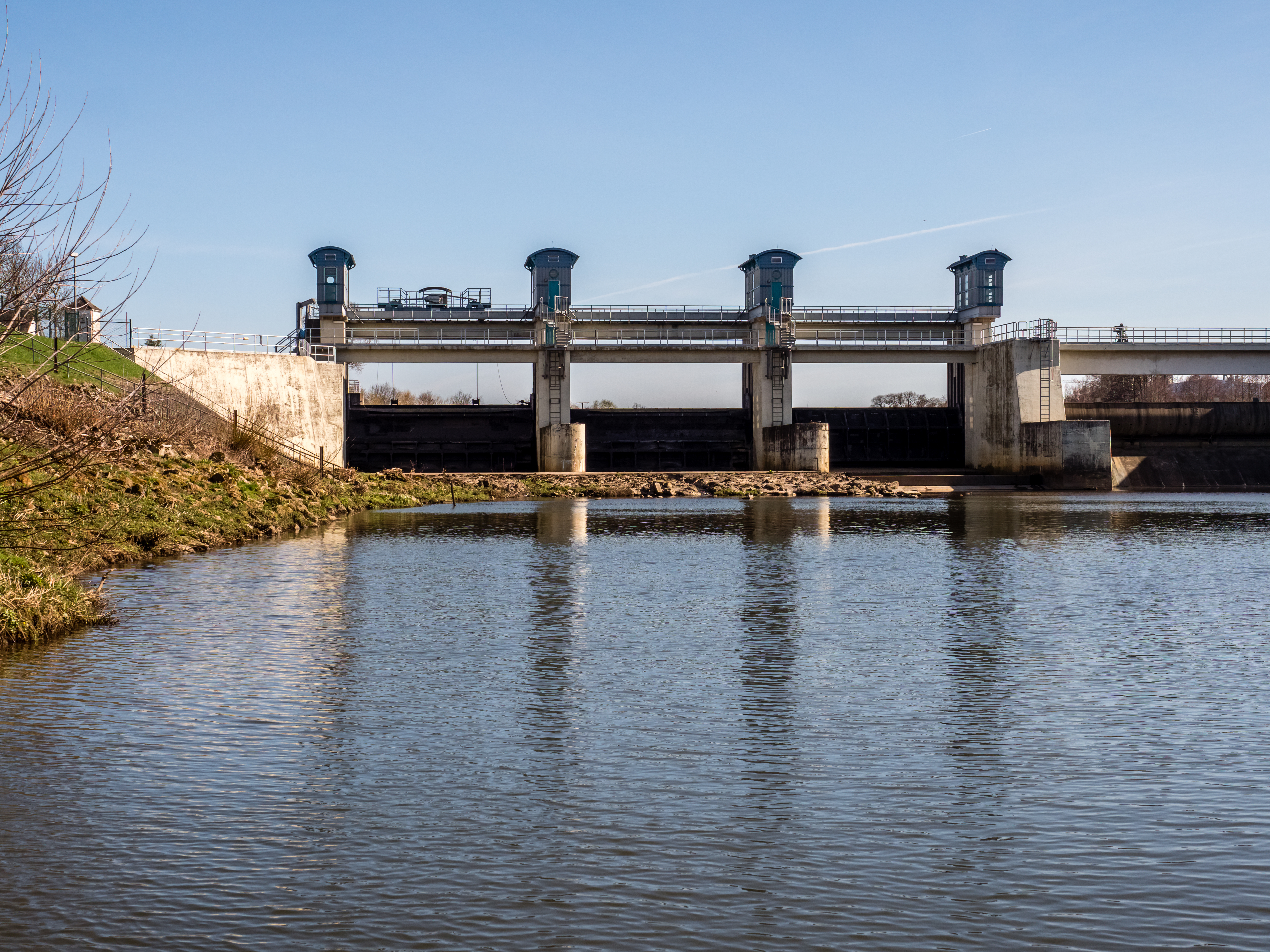
Wehr an der Regnitz zur Regulierung des Wasserstandes im Main-Donau-Kanal